# Rianne ten Haken
Rianne ten Haken (Lelystad, 27 novembre 1986) è una supermodella olandese.

## Carriera
Rianne ten Haken inizia la propria carriera nel mondo della moda vincendo nel 2001, all'età di 15 anni, un concorso di bellezza organizzato dalla agenzia di moda Elite Model Look e raggiunge un certo livello di popolarità due anni dopo grazie alle campagne pubblicitarie per Versace e Fornarina. È inoltre stata la testimonial anche per Chanel Make Up, Yamamay, Rocco Barocco, Pierre Cardin "Parfum Pour Femme", La Perla "J'aime" ed altri.
Dopo essersi trasferita a New York, la ten Haken è apparsa sulle copertine di numerose riviste del settore, come Vogue, Numéro, Elle, Elegance e Jackie. Ha inoltre sfilato per Alexander McQueen, Custo Barcelona, Christian Dior, Dolce & Gabbana, Diesel, Giorgio Armani, Hermès, Jean Paul Gaultier, John Galliano, Navaira, Prada, Gucci, Salvatore Ferragamo, SweetFace by Jennifer Lopez, Yves Saint Laurent, Christian Lacroix, Givenchy, Elie Saab, Dsquared², Gaetano Navarra, Gai Mattiolo, Enrico Coveri, Imitation of Christ, La Perla, Luca Luca, Mariella Burani, Rosa Cha, Sass & Bide, Trend Les Copains, Tuleh e Zaldy.
La ten Haten è stata sotto contratto per le agenzie Elite Model Management, Women Management, Storm Model Agency, Traffic Models, Option Model Agency, e ScanElite. Nel 2009 è stata una delle protagoniste del calendario Pirelli.
Nel 2014 è apparsa anche nel videoclip The Chamber di Lenny Kravitz.

## Agenzie
- Elite Model Management - Amsterdam
- Women Management - New York
- Traffic Models - Barcellona
- Storm Model Agency
- Option Model Agency
- Model Management - Amburgo
- Scandinavian Elite
- Women Management - Parigi
- Chic Management